# Zé Love
José Eduardo Bischofe de Almeida, mais conhecido como Zé Eduardo ou Zé Love (Promissão, 29 de outubro de 1987), é um ex-futebolista brasileiro que atuava como centroavante.

## Carreira

### Inicio
Saiu ainda cedo de Promissão, no interior de São Paulo, para buscar a carreira de futebolista profissional. 
Jogou no Palmeiras, onde ganhou o apelido "Zé Love" , por na concentração ficar no mesmo quarto de Vagner Love. Dispensado, passou para a Portuguesa Santista onde também não conseguiu demostrar seu bom futebol. 
Em seguida jogou em vários clubes: Villa Nova-MG, Sport, Grêmio, Ferroviária e Fortaleza. 
Em 2008, chegou ao São Caetano para disputa do Campeonato Paulista. Fez apenas 1 gol em 14 partidas. 
Depois foi para o América-MG para temporada de 2009. Saiu de Minas sem balançar as redes. 
Ainda em 2009, em setembro, é apresentado no ABC para disputa da Série B. Em 9 oportunidades, marca 3 gols, o que chama a atenção de times de São Paulo. No inicio de 2010, o jogador assina com o Santos. 

### Santos
No começo da temporada chegou como um jogador desacreditado, mas obteve boas atuações quando entrava durante as partidas. Chegou com um contrato curto, por apenas três meses, mas foi aprovado e estendeu o vínculo por dois anos.
Contratado como meio-campista, ele se destacou marcando gols ao atuar como um segundo ou terceiro atacante. Começou a ganhar mais oportunidades, as vezes até ficando com a vaga de Marquinhos no time titular santista.
Logo em 2010 já ganhou seu primeiro titulo com a camisa do Santos, o Campeonato Paulista de 2010. Foi também campeão da Copa do Brasil daquele ano. No Brasileirão, foi um dos destaques do time santista marcando 3 gols em uma única partida contra o Fluminense, no Engenhão. Fechou o ano em alta no time, e com um inicio de temporada fantástico sendo um dos artilheiros do Santos na conquista do Campeonato Paulista de 2011. Foi vendido ao Genoa da Itália por 13 milhões de reais (5,4 milhões de euros).
Como seu passaporte não ficou pronto a tempo e a janela do futebol europeu fechou, o jogador teve que esperar até agosto para ir para Itália. Mesmo encarando um jejum de 15 jogos sem balançar as redes, e perdendo duas chances de gol no seu último jogo com a camisa do Santos, na final de Libertadores contra o Peñarol, foi um jogador considerado chave no elenco santista. No dia 20 de junho deu sua última coletiva como jogador do Santos, e chorou ao lembrar momentos difíceis em sua carreira e das dificuldades que enfrentou antes de ficar famoso.

### Genoa
Comprado por 13 milhões de reais e vestindo a camisa de numero 9, Zé Love fez sua estreia com a camisa do Genoa no dia 2 de dezembro de 2011 na derrota por 2x0 para o AC Milan de Robinho.

### Período de testes no Milan
Em 22 de agosto de 2012 foi divulgado que Zé Love estava passando por um período de testes no Milan, também da Itália, visando uma possível transferência por empréstimo. Apesar de já divulgada como certa por alguns meios, a transferência fracassou já que os dois clubes não chegaram a um acordo. Também foi nessa época sua célebre resposta ao Milan: "Venci a Libertadores, não faço testes".

### Siena
Em 31 de agosto de 2012, foi por empréstimo para o Siena.
No clube, ganhou mais chances como titular, disputou nove jogos e fez seus dois primeiros gols no país: um de pênalti, no empate por 2 a 2 com o Udinese pelo Campeonato Italiano, e um na vitória por 2 a 0 no Torino, pela Coppa Itália.

### Coritiba
Foi confirmado pelo Coritiba no dia 8 de janeiro de 2014 até o fim de 2014. Estreou em 27 de fevereiro de 2014, já marcando gol, contra o Operário-PR.

### Shanghai Shenxin
Em 2015, chegou ao Shanghai Shenxin, da China, onde chegou a atuar como volante e era conhecido apenas como Eduardo.

### Goiás
Em agosto de 2015 foi contratado pelo Goiás. Estreou contra o Vasco, no dia 22 de agosto  marcando, de bicicleta, o primeiro gol do Goiás na vitória por 3 x 0.

### Al-Shaab
Em dezembro de 2015, acertou com o Al-Shaab, para a temporada de 2016.

### Vitória
No dia 2 de setembro de 2016, Zé Eduardo acertou com o Vitória, até o final de 2016.
Jogou 13 partidas do Campeonato Brasileiro e marcou 4 gols, ajudando a equipe rubro-negra a permanecer na elite do futebol nacional.

### Figueirense
Em janeiro de 2017, foi apresentado no Figueirense. Foram apenas quatro gols em 14 partidas jogadas, no ano em que uma lesão nas costas o tirou de combate por quase seis meses.
Em janeiro de 2018, teve o contrato rescindido.

### Al Faisaly
Em fevereiro de 2018, foi anunciado oficialmente como nova contratação do Al Faisaly.

### Oeste
Em agosto de 2018, chegou ao Oeste, para a reta final da Série B do Campeonato Brasileiro. Em outubro, deixou o clube, após seis jogos, uma expulsão e nenhum gol.

### Brasiliense
Em agosto de 2019, assinou um contrato de dois anos com o Brasiliense.
Em 2020, foi vice-artilheiro do Candangão, com 9 gols, artilheiro da Série D com 12 gols e o 3º maior artilheiro do ano, quando marcou 24 gols.
Atuou pela última vez pelo Brasiliense em 28 de outubro de 2021, na vitória por 1 a 0 sobre o Nova Mutum, pela Copa Verde.
No dia 9 de novembro de 2021, foi suspenso por 380 dias pelo STJD por ter cuspido em um membro da comissão de arbitragem durante uma partida contra o Ferroviária, pelo Campeonato Brasileiro Série D.
Em abril de 2022, anunciou a saída do clube, onde conquistou os títulos da Copa Verde 2020 e do Campeonato Brasiliense 2021, além de ter alcançado a ótima marca de 42 gols em 65 jogos.

### Cianorte
Em 18 de outubro de 2022, foi contratado pelo Cianorte para a disputa do Campeonato Paranaense do ano seguinte, após ficar mais de um ano longe dos gramados.
Estreou com gol em sua primeira partida, em 18 de janeiro de 2023, contra o São Joseense, entrando no segundo tempo.
Porém, em fevereiro, após 2 jogos e 1 gol, rescindiu seu contrato de forma amigável.

### Iguatu
Em março de 2023, assinou contrato com o Iguatu até o fim da Série D. Estreou em 9 de maio, na derrota por 1 a 0 para o Santa Cruz, no Arruda, válida pela Série D.
Em junho do mesmo ano deixou o clube, onde fez 4 jogos e 1 gol.
A Fazenda
No dia 15 de setembro de 2024, Zé Love foi confirmado na décima sexta temporada do reality show A Fazenda. Foi o sétimo eliminado da competição com 30,02% dos votos para continuar em 7 de novembro de 2024, em uma roça contra Flor Fernandez e Gui Vieira, terminando em 15° Lugar.

## Filmografia
| Ano  | Título    | Função                   | Notas        | Ref.   |
| ---- | --------- | ------------------------ | ------------ | ------ |
| 2024 | A Fazenda | Participante (15° Lugar) | Temporada 16 | [ 57 ] |

## Títulos
Palmeiras
- Campeonato Brasileiro - Série B: 2003

Atlético Paranaense
- Campeonato Paranaense: 2005

Cruzeiro
- Campeonato Mineiro: 2006

Villa Nova
- Taça Minas Gerais: 2006

Ipatinga
- Campeonato Mineiro do Interior: 2006

Sport
- Campeonato Pernambucano: 2007
- Copa Pernambuco: 2007

Fortaleza
- Campeonato Cearense: 2009

América Mineiro
- Campeonato Brasileiro - Série C: 2009

Santos
- Campeonato Paulista: 2010[58],  2011
- Copa do Brasil: 2010[59]
- Copa Libertadores da América: 2011[60][61]

Brasiliense
- Copa Verde: 2020
- Campeonato Brasiliense: 2021

Individuais
- Artilheiro da Série D: 2020 (12 gols)[37]